# Sông Trung
Sông Trung hay sông Rong là phụ lưu của Sông Thương. Sông Trung chảy qua các tỉnh Thái Nguyên, Lạng Sơn.
Sông có chiều dài 71 km và diện tích lưu vực là 1220 km².

## Dòng chảy
Sông có các tên gọi địa phương khác nhau, trong đó tên gọi "Sông Trung" và "Sông Rong" là tên có trong các bản đồ và danh mục sông. Tuy nhiên các tên này không thấy xuất hiện trong các văn liệu khác trên mạng.
Sông bắt nguồn từ các suối ở thung lũng Đình Cả, huyện Võ Nhai, tỉnh Thái Nguyên. Với tên Sông Rong chảy qua thị trấn Đình Cả.21°44′59″B 106°04′14″Đ / 21,749773°B 106,070612°Đ
Từ thị trấn Đình Cả, Sông Rong chảy hướng đông nam qua các xã Tràng Xá, Dân Tiến.
Tới xã Bình Long thì có tên Sông Trung, chảy qua các xã của huyện Hữu Lũng và đổ vào sông Thương ở khu vực cầu Na Hoa thuộc xã Hồ Sơn.